# Roman Romkowski
Roman Romkowski, właśc. Menasche Grünspan, Menasze Grinszpan, ps. „Stanek”, „Feliks”, „Ernest”, „Jaszka” (ur. 16 lutego 1907 w Krakowie, zm. 12 lipca 1968 w Warszawie) – polski działacz komunistyczny pochodzenia żydowskiego, generał brygady bezpieczeństwa publicznego PRL, długoletni (1945–1954) wiceminister bezpieczeństwa publicznego. Członek Komitetu Centralnego Polskiej Partii Robotniczej (12 grudnia 1945 – 21 grudnia 1948), członek Komitetu Centralnego Polskiej Zjednoczonej Partii Robotniczej (21 grudnia 1948 – 24 stycznia 1955). Zbrodniarz komunistyczny okresu stalinizmu, skazany w marcu 1957 na 15 lat więzienia, ułaskawiony w 1964.

## Życiorys
Urodził się w biednej żydowskiej rodzinie robotniczej Stanisława (Izaaka) Grünspana i Marii (Amalii) z domu Blajwajs (Bleiweis) jako czwarte z siedmiorga dzieci. Ojciec był rzeźnikiem zatrudnionym w fabryce wędlin, matka pracowała dorywczo jako kucharka i posługaczka w łaźni miejskiej. Cała jego rodzina zginęła w Holokauście. Przed wybuchem I wojny światowej ukończył trzy klasy szkoły powszechnej. Od 1916 do 1921 pracował w fabryce skrzyń w Krakowie, następnie do 1923 był terminatorem w zakładzie krawieckim w tym mieście. Od listopada 1923 był więziony za działalność komunistyczną. We wrześniu 1926 został zwolniony na podstawie amnestii dla nieletnich. W latach 1927–1929 był trzykrotnie aresztowany. W 1928 pracował w kopalniach węgla kamiennego „Janina” w Libiążu oraz „Piłsudski” w Jaworznie.
Był członkiem Związku Młodzieży Komunistycznej w Polsce (ZMK)/KZMP  od 1923, od 1926 do 1927 był członkiem, a następnie sekretarzem okręgowym KZMP w Krakowie. Od 1927 był członkiem KPP, sprawował w latach 1928–1930 funkcję członka egzekutywy komitetu okręgowego KPP w Krakowie. W 1930 wyjechał do Moskwy jako delegat na V Zjazd KPP, po którym pozostał w ZSRR. Studiował na Uniwersytecie Komunistycznym Mniejszości Narodowych Zachodu im. Juliana Marchlewskiego w Moskwie do 1934, skończył wieczorową szkołę oficerską i praktyki w 14. Dywizji Strzelców w Muromie. Od 1933 do 1934 był wykładowcą ekonomii politycznej w „Rabfaku” im. Lenina w Moskwie. Od 1931 był członkiem WKP (b) (potem ponownie od 1941). Studiował też w Międzynarodowej Szkole Leninowskiej w Moskwie (1934–1935). Wrócił do kraju we wrześniu 1935 przekraczając „zieloną granicę”.
W latach 1935–1936 był funkcjonariuszem okręgowym KPP w Zagłębiu, na polskim Górnym Śląsku i w Poznaniu. Został skazany w 1936 na 7 lat więzienia za działalność komunistyczną (przebywał m.in. w więzieniu w Rawiczu, gdzie dzielił celę m.in. z Władysławem Gomułką).
W 1939 podczas obrony Warszawy w batalionach robotniczych, następnie przedarł się na teren okupacji sowieckiej do Brześcia, gdzie do 1941 był naczelnikiem wydziału handlu. Następnie pracował w redakcji polskojęzycznego „Sztandaru Wolności” w Mińsku.
Od 1941 w ZSRR walczył w oddziale partyzantki radzieckiej „Brygada im. Stalina” na Białorusi (Baranowicze, Brześć, Pińsk), jako dowódca oddziału, komisarz polityczny i szef wywiadu Brygady.
Od 1944 do 1948 członek PPR – od 12 grudnia 1945 do 21 grudnia 1948 był członkiem KC, następnie PZPR – od 21 grudnia 1948 do 24 stycznia 1955 był członkiem KC. Był delegatem na I i II Zjazd PPR oraz I i II Zjazd PZPR.
Od lipca 1944 oficer w Resorcie BP w stopniu podpułkownika. Następnie, w sierpniu 1944, objął stanowisko dyrektora Departamentu Kontrwywiadu w ówczesnym Resorcie Bezpieczeństwa Publicznego. Sprawował tę funkcję do 6 września 1945. Jednocześnie (od 15 stycznia 1945 do 9 stycznia 1949) wiceminister MBP – pomocnik ministra bezpieczeństwa ds. operacyjnych. Po reorganizacji struktur ministerstwa z 6 września 1945 stanął na czele Departamentu I MBP odpowiedzialnego za kontrwywiad, gdzie pozostał do stycznia 1946.
W 1947 przesłuchiwał w X Pawilonie więzienia mokotowskiego rotmistrza Witolda Pileckiego (na protokołach przesłuchań znajdują się odręczne notatki Romkowskiego). Jeden z przygotowujących proces Władysława Gomułki.
W 1949 został mianowany generałem brygady bezpieczeństwa publicznego. Od tegoż roku był podsekretarzem stanu w MBP. Od 24 lutego 1949 do 1954 był członkiem Komisji Bezpieczeństwa KC PZPR, nadzorującej aparat represji stalinowskich w Polsce. 24 stycznia 1955, podczas obrad III Plenum KC PZPR, został wykluczony ze składu Komitetu Centralnego PZPR, jak i z samej partii. Przeniósł się do Krakowa, gdzie objął stanowisko dyrektora administracyjnego Zarządu Budowy Sieci Elektrycznej.
23 kwietnia 1956 aresztowany i w marcu 1957 skazany na 15 lat więzienia za torturowanie zatrzymanych i kopiowanie metod beriowszczyzny w organach bezpieczeństwa, do czego przyczyniły się m.in. zeznania jego współpracownika Bronisława Szymańskiego. Swój wyrok odsiadywał w Centralnym Więzieniu w Sztumie. Podczas odbywania kary więzienia, 1 kwietnia 1959 został zatrudniony jako pracownik specjalny na stanowisku biurowym w Przedsiębiorstwie Obróbki Metali nr 4 w Sztumie. Regularnie otrzymywane pochwały i nagrody za wykonywaną pracę przyczyniły się do jego awansu na stanowisko zastępcy kierownika Działu Ekonomicznego tego zakładu.
W dniu 2 października 1958 Sąd Najwyższy w Warszawie utrzymał w mocy wyrok z 1957. W dniu 26 września 1959, na podstawie zarządzenia personalnego nr 1853, odwołany ze stanowiska wiceministra Bezpieczeństwa Publicznego i wydalony dyscyplinarnie ze służby w organach bezpieczeństwa publicznego z dniem 31 lipca 1955. 23 marca 1960 Rada Państwa pozbawiła go stopnia generała brygady.
Zwolniony z więzienia 8 października 1964 w wyniku zastosowania przez Radę Państwa prawa łaski. 7 grudnia tego roku został zatrudniony na stanowisku zastępcy kierownika działu planowania w Warszawskich Zakładach Radiowych T-1.
Zmarł 12 lipca 1968. Pochowany na cmentarzu Wojskowym na Powązkach (kwatera G-9-14).

## Ordery i odznaczenia
- Order Sztandaru Pracy I klasy (18 lipca 1954)
- Order Krzyża Grunwaldu II klasy (19 lipca 1946)[13]
- Krzyż Komandorski Orderu Odrodzenia Polski (22 lipca 1947)
- Krzyż Oficerski Orderu Odrodzenia Polski (10 października 1945)[14]
- Order Czerwonego Sztandaru (ZSRR, dwukrotnie)
- Order Czerwonej Gwiazdy (ZSRR)